# 23. Flak-Division
Die 23. Flak-Division war ein Großverband der Bodentruppen der deutschen Luftwaffe im Zweiten Weltkrieg. Zuständig war die Division bei Aufstellung für die Abwehr von einfliegenden gegnerischen Flugzeugen mittels Flugabwehrgeschützen bei der deutschen Heeresgruppe Mitte in der Sowjetunion.

## Geschichte

### Aufstellung
Die Division wurde am 10. Oktober 1943 unter dem Kommando von Oberst Hans-Wilhelm Fichter aufgestellt. Hierzu wurde der Divisionsstab der aufgelösten 22. Luftwaffen-Felddivision verwendet. Die Division wurde ab dem 7. Dezember 1943 dem Feld-Luftgaukommando XXVII bei der Heeresgruppe Mitte im rückwärtigen Armeegebiet der Ostfront mit Gefechtsstand südlich von Minsk unterstellt. Dort war sie mit der Führung der im Bereich der Luftflotte 6 liegenden Flakverbände betraut worden. Mit Stichtag zum 1. Januar 1944 unterstanden der 23. Flak-Division folgende Regimenter:
- Flak-Regiment 31 Raum Minsk,
- Flak-Regiment 101 Raum Molodetschno sowie das
- Flak-Regiment 125 im Raum Pinsk-Kowel-Brest.

Wie bei den Luftwaffen-Flak-Divisionen üblich, unterlag auch die 23. Flak-Division mit den ihr unterstellten Regimentern einer ständigen Fluktuation. So war am 1. März 1944 das Flak-Regiment 125 schon wieder aus der Division herausgelöst worden. An seine Stelle trat das Flak-Regiment 23. Im Juni 1944 war die Division östlich von Warschau in Kämpfe mit sowjetischen Einheiten verwickelt. Sie war dabei im Rahmen der 9. Armee tätig und verfügte über eine Stärke von:
- 22 schweren Batterien,
- 16 schwere Heimat- und Alarm-Flak-Batterien,
- 14 mittlere und leichte Batterien sowie über
- 4 Scheinwerferbatterien.

Zum 1. Juli 1944 verließ auch das Flak-Regiment 101 den Befehlsbereich der Division, in dessen Folge das Flak-Regiment 80 dem Divisionskommando unterstellt wurde. Am 20. August 1944 verließ der bisherige Kommandeur Fichter die Division. Seine Nachfolge trat am darauffolgenden Tag Generalleutnant Walter Kathmann an, der jedoch das Kommando am 21. Oktober 1944 schon wieder abgab. Im November 1944 wurde dann Oberst Oskar Vorbrugg neuer Kommandeur, der die Geschicke der Division bis 30. Januar 1945 innehatte. Bis zu diesem Zeitpunkt hatten die Regimenter der 23. Flak-Division hohe Verluste erlitten. Einzelne Truppenteile der Division kämpften am 20. Januar noch in der Festung Posen. Vor diesem Hintergrund gab es einen letzten Führungswechsel. So übernahm am 30. Januar 1945 Generalmajor Kurt Andersen die Führungsgewalt der 23. Flak-Division. Inzwischen waren im Zuge der Absatzbewegungen die Kräfte der Division in den Raum Schwerin verlegt worden. Ihr Gefechtsstand lag in Ende Januar 1945 in Willigsee. Von dort aus führte der Divisionsstab die Flakkräfte im Raum Neusalz – Zehden, deren Kräfte bis Anfang Februar 1945 noch auf 50 schwere Batterien zunahmen, allerdings nur noch mit 10 mittleren und leichten Batterien sowie einer einzigen Luftsperrbatterie. Die 23. Flak-Division war zu diesem Zeitpunkt immer noch der 9. Armee unterstellt. Im Februar wurde der Gefechtsstand des Führungsstabes erneut verlegt, diesmal nach Bad Saarow. Mit letztem bekanntem Stand vom 16. April 1945 verfügte die Division über folgende Gliederung:
- Flak-Regiment 7 Raum westlich der Festung Frankfurt (Oder)
- Flak-Regiment 23 Raum südlich Eberswalde
- Flak-Regiment 34 Raum Strausberg-Werneuchen
- Flak-Regiment 35 Raum östlich der Festung Frankfurt (Oder)
- Flak-Regiment 53 Raum westlich Zehden
- Flak-Regiment 140 Raum Beeskow-Müllrose,
- Flak-Regiment 182 Raum westlich Küstrin
- leichte Flak-Abteilung 85 Raum Münchberg

### Vernichtung
Mit dem Zusammenbruch der Oderfront und der Zerschlagung der 9. Armee geriet die Division in den Kessel von Halbe und wurden dort fast vollständig zerschlagen. Gefechtsstand war in den letzten Kriegstagen dann Döberitz gewesen. Details des Verbleib des Divisionsstab sind ungeklärt.

## Kriegsende und Verbleib ihrer Regimenter
- Flak-Regiment 7: unbekannt, vermutlich zerschlagen,
- Flak-Regiment 23: unbekannt,
- Flak-Regiment 34: unbekannt,
- Flak-Regiment 35: unbekannt,
- Flak-Regiment 53: zerschlagen,
- Flak-Regiment 140: im Kessel von Halbe zerschlagen,
- Flak-Regiment 182: vor Kriegsende nach Ludwigslust verlegt, dort im Mai in amerikanische Kriegsgefangenschaft geraten,
- leichte Flak-Abteilung 85: unbekannt.[2]